# Rytíři z Pořešína
Rytíři z Pořešína byl rytířský rod z jižních Čech. Původ rodu i jeho znak je odvozen od Bavorů ze Strakonic. V majetku rodu se nacházel hrádek Pořešín. Vladykové z Pořešína působili ve službách Rožmberků či se věnovali církevní kariéře. Smrtí Markvarta z Pořešína počátkem 15. století vymřela přímá linie pořešínských vladyků a v majetek se uvázal jejich příbuzný Hroch z Maršovic. Rod vymřel po meči roku 1473 a po přeslici roku 1529. Poslední členka rodu Monika z Pořešína byla pohřbena v Bubovicích u Březnice.

## Erb
V erbovním znamení měl rod dvojici překřížených střel.

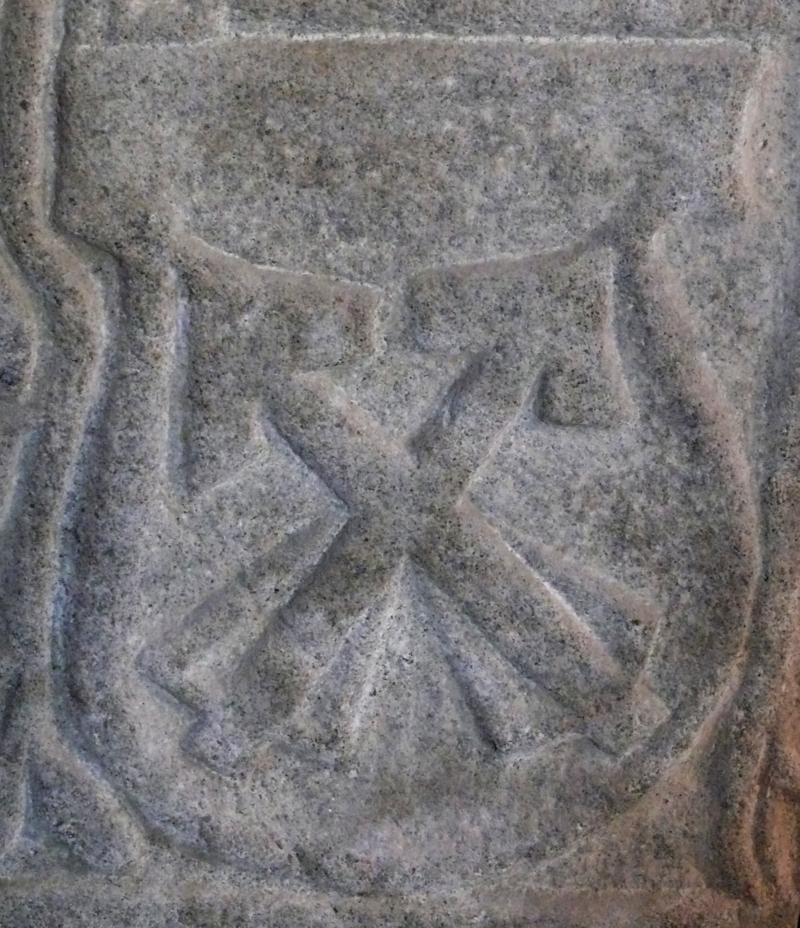
Erb pánů z Pořešína